# Project Wolf Hunting
Project Wolf Hunting (hangul 늑대사냥, RR Neukdaesanyang MR Nŭktaesanyang, lit. Caçallops) és una pel·lícula de ciència-ficció acció de terror de Corea del Sud de 2022 dirigida per Kim Hong-sun, protagonitzada per Seo In-guk i Jang Dong-yoon. La pel·lícula té lloc en un vaixell de càrrega utilitzat per transportar perillosos criminals des de Manila, Filipines, fins a Busan, Corea del Sud. Es va estrenar a la secció del Midnight Madness al 47è Festival Internacional de Cinema de Toronto el 16 de setembre de 2022 i es va estrenar als cinemes de Corea del Sud el 21 de setembre de 2022. Ha estat subtitulada al català.

## Argument
La pel·lícula s'estrena el 2017 amb l'extracció de 47 criminals coreans de les Filipines, que es torna caòtic quan un home gran detona una bomba, matant set agents i ferint uns 30 viatgers. Cinc anys més tard, un grup similar de delinqüents és transportat amb un vaixell de càrrega a Corea per evitar que es repeteixi l'incident anterior.
Després que els detectius acompanyessin els presoners al vaixell, el Busan VTS (Vessel Tracking Services) va rebre ordres de rastrejar el vaixell mentre feia el seu viatge a Corea del Sud.
A bord del vaixell, les forces de l'ordre dirigides per Lee Seok-woo s'enfronten als criminals. Un enfrontament amb Lee Do-il (Tattoo), un criminal tatuat, s'escalfa en violència, provocant una pallissa brutal. Mentrestant, Lee Seok-woo (doctor) a bord del vaixell carrega una bossa plena de xeringues i altres equips mèdics sota la disfressa de menjar. S'enfila cap a la nau, on dos homes controlen els elements vitals i guarden un home amb una granota de presó amb un aparell de respiració. El metge lliura l'equip mèdic i administra el sedant al presoner.
El caos es produeix quan el vaixell s'embarca. Shady i els seus homes, sota el control de Tattoo, provoquen una violenta gresca, mentre la banda de Tattoo treu els panys de les seves manilles per alliberar-se.
Una sèrie d'assassinats brutals revela la presència d'Alfa, un sobrehumà amb una força i una resistència extraordinàries. L'origen d'Alfa està relacionat amb experiments inquietants durant la Segona Guerra Mundial. La banda de Tattoo intenta escapar de la ira d'Alfa però s'enfronta a l'aniquilació.
Alpha s'enfronta a Park Jong-doo i el seu equip. S'obre una batalla ferotge que va provocar la mort del cap de policia.
La pel·lícula aprofundeix en la història d'Alpha, revelant la seva transformació a causa d'experiments inhumans. Alpha persegueix Lee Da-yeon i Go Kun-bae en un enfrontament tens.
En el clímax, arriba Kyung-ho (comandant), revelant la seva força sobrehumana i la seva història amb Lee. Es produeix una batalla entre Lee i Kyung-ho. Alpha s'enfronta als súper soldats portats pel comandant. Es desenvolupa un enfrontament final entre Lee i Comandant, amb una revelació impactant sobre les accions passades del Comandant que van causar la vida de la dona i el fill de Lee. Resulta que Lee era un gàngster en una guerra de bandes només per ser salvat i experimentat per Kyung-ho, amb altres membres, dels quals ningú sobreviu llevat d'algunes excepcions, inclòs Lee. Mentrestant, els intents del metge per escapar només van acabar sent assassinats per un dels membres de l'equip de Kyung-ho.
La pel·lícula conclou amb la victòria de Lee sobre Comandant. Més tard es demostra que Kyung-ho no va matar el fill de Lee perquè s'havia demostrat que el gen sobrehumà es transmetia.

## Repartiment
- Seo In-guk com a Park Jong-doo (Hepburn: Park Jongdod)[2]
- Jang Dong-yoon com a Lee Do-il[2]
- Choi Gwi-hwa com a Alpha[2]
- Sung Dong-il com a Oh Dae-woong[3]
- Park Ho-san com a Lee Seok-woo[4]
- Jung So-min com a Lee Da-yeon[2]
- Ko Chang-seok com a Go Kun-bae[4]
- Jang Young-nam com a Choi Myeong-ju[5]
- Son Jong-hak com a Soo-cheol[6]
- Lee Sung-wook com a Kyung-ho[6]
- Hong Ji-yoon com a Song Ji-eun[6]
- Jung Moon-sung com a Kyu-tae[7]
- Lim Ju-hwan com a Representative director[8]
- Kwon Soo-hyun com a Jin Kang-woo[9]
- Jung Sung-il com a Detectiu Jung Pil-sung[10]
- Kim Kang-hoon com a fill de Lee Do-il[11]
- Lee Hong-nae com a Piercing
- Shin Seung-hwan com a Mantis[12]

## Producció
El 14 d'abril de 2022, es va informar que el rodatge havia acabat.

## Llançament
La pel·lícula es va estrenar a la secció Midnight Madness del 47è TFestival Internacional de Cinema de Toronto el 16 de setembre de 2022. Es va estrenar a les sales de Corea del Sud el 21 de setembre de 2022 per The Contents On, i va tenir una estrena limitada als Estats Units per Well Go USA Entertainment el 7 d’octubre. Finecut va adquirir nous drets de distribució internacional per a la pel·lícula. Els drets de la pel·lícula es van vendre a 41 països. Va ser llançat en VOD per Well Go USA Video el 31 de maig de 2023.

## Recepció

### Taquilla
"Project Wolf Hunting" va recaptar 20.541 dòlars a Amèrica del Nord i 3,8 milions de dòlars a altres territoris amb un total mundial de 3,9 milions de dòlars, contra un pressupost de producció d'uns 9,1 milions de dòlars.

### Resposta crítica
A Rotten Tomatoes, la pel·lícula té una puntuació d'aprovació del 88% basada en 49 ressenyes i una mitjana de 7/10. El consens crític del lloc diu: "La petita història de Project Wolf Hunting passa a un segon pla a tota l'acció, i per als fanàtics del caos cinematogràfic, això és exactament com hauria de ser." Metacritic, que utilitza una mitjana ponderada, va assignar una puntuació de 53 sobre 100 basada en 8 crítics, indicant "crítiques mixtes o mitjanes".

## Reconeixements
| Premi                                                                          | Any  | Categoria                | Receptor(s)          | Resultat  | Ref.          |
| ------------------------------------------------------------------------------ | ---- | ------------------------ | -------------------- | --------- | ------------- |
| Baeksang Arts Awards                                                           | 2023 | Millor actor novell      | Seo In-guk           | Nominat   | [ 22 ]        |
| LV Festival Internacional de Cinema Fantàstic de Catalunya                     | 2022 | Premi especial del jurat | Kim Hong-sun         | Guanyador | [ 23 ] [ 24 ] |
| LV Festival Internacional de Cinema Fantàstic de Catalunya                     | 2022 | Menció efectes especials | Project Wolf Hunting | Guanyador | [ 23 ] [ 24 ] |
| 6è Festival de Cinema Fantàstic de Canàries Ciutat de La Laguna, Isla Calavera | 2022 | Millor pel·lícula        | Project Wolf Hunting | Guanyador | [ 25 ]        |